# Air Inuit

Air Inuit è una compagnia aerea canadese che ha sede a Dorval, in Québec, dove si trova anche il suo hub principale, l'aeroporto Internazionale Montréal-Pierre Elliott Trudeau. Hub secondari sono l'aeroporto di Kuujjuaq, un villaggio Inuit del territorio di Kativik, e l'aeroporto La Grande Rivière del villaggio di Radisson, nel territorio di Jamésie.
La compagnia effettua servizi di trasporto passeggeri, trasporto di merci e trasporti d'emergenza nella regione di Nunavik. Sono presenti anche voli regolari verso le principali città del Québec come Montréal e voli charter nel resto del Canada e negli Stati Uniti d'America.

## Storia
Air Inuit è stata fondata nel 1978 e ha iniziato le operazioni l'anno successivo con un unico aereo, un de Havilland Canada DHC-2 Beaver. La compagnia aerea, oltre all'attività commerciale, svolge anche quella di cooperativa sociale per lo sviluppo della cultura Inuit. La stessa compagnia è una proprietà collettiva della comunità etnica Inuit di Nunavik attraverso la Makivik Corporation che svolge dal 1978 la funzione di rappresentante legale di questa etnia nella regione del Québec presso il governo canadese.
Nel 1980 ha iniziato i primi collegamenti regolari di linea. Nel 1984, il vettore ha acquistato la Chaparal Charters incamerando la flotta di due De Havilland Canada DHC-6 Twin Otter e un DC-3.
Nel 2012, Air Inuit ha trasferito la propria sede in una nuova struttura polivalente nel Aeroporto Internazionale di Montréal-Pierre Elliott Trudeau.
Nel 2016, Melissa Haney è diventata la prima donna pilota Inuk a raggiungere il grado di comandante. È stata raffigurata su un francobollo commemorativo realizzato dalla canadese Ninety-Nines.

## Destinazioni
Al 2022, Air Inuit opera voli di linea e charter verso aeroporti nelle provincie di Terranova e Labrador, Nunavut e Québec.

## Flotta

### Flotta attuale
A dicembre 2022 la flotta di Air Inuit è così composta:

### Flotta storica
Air Inuit operava in precedenza con i seguenti aeromobili:
- De Havilland Canada DHC-4 Caribou
- Douglas C-47A

## Incidenti
- Il 17 marzo 1979, il DHC-4A Caribou di marche C-GVYW scomparve nell'Oceano Atlantico vicino a Barbados mentre operava un volo cargo. Nelle ultime comunicazioni, i piloti riferirono di aver perso un motore e che l'altro si stava surriscaldando. L'aereo non venne più ritrovato; le vittime furono tre.[13]